# En voyage
En voyage est une nouvelle d’Anton Tchekhov, parue en 1886.

## Historique
En voyage est initialement publiée dans la revue russe Temps nouveaux. Aussi traduit en français sous le titre En chemin. 

## Résumé
À l’auberge de Rogatchi pendant la tempête de neige, Grigori Likhariov, quarante-deux ans, et Sacha, sa fille, dorment sur des bancs dans la pièce réservée aux voyageurs. Arrivent Mlle Ilovaïskaïa et son cocher, ils sont eux aussi bloqués par la tempête de neige et leurs chevaux sont fourbus.
Sacha se plaint de la longueur du voyage. Mlle Ilovaïskaïa la réconforte et entame la conversation avec Likhariov; on parle religion, études supérieures, non résistance au mal. C’est une discussion franche entre personnes qui se disent tout sachant qu’elles ne se reverront jamais. Likhariov avoue qu’il a englouti sa fortune, fait le malheur des siens en ayant suivi maintes croyances. La nuit avance, tout le monde s’endort.
Le lendemain matin, il y a des visages sur des voix. Likhariov lui apprend qu’il va prendre le train pour Serguïïevo. On lui a promis une place de directeur dans une mine de charbon. Mlle Ilovaïskaïa connaît l’endroit, la mine appartient à son oncle: c’est la steppe nue, il n’y a rien. Que va-t-il faire, lui, un homme qui se passionne tant pour les autres ? Émue, elle lui glisse un billet de vingt-cinq roubles dans la poche.
Elle doit partir. On sent l’hésitation de part et d’autre, comme une attirance que l’on combat. Il la regarde partir dans la neige.

## Édition française
- En voyage, traduit par Madeleine Durand et Édouard Parayre, révision de Lily Dennis, éditions Gallimard, Bibliothèque de la Pléiade, 1967  (ISBN 978 2 07 0105 49 6).